# Bannegon

Bannegon este o comună în departamentul Cher, Franța. În 1 ianuarie 2022 avea o populație de 246 de locuitori.